# 1968年カム・ドゥックC-130撃墜事件
1968年カム・ドゥックC-130撃墜事件（1968ねんカム・ドゥックC-130げきついじけん）は、1968年5月12日に発生した軍用機撃墜事件である。ベトナム戦争による難民を乗せて離陸したアメリカ空軍のロッキード C-130Bが離陸直後に撃墜され、乗員乗客155人全員が死亡した。この事故は1971年に全日空機雫石衝突事故（死者162人）が発生するまで死者数が世界最多の航空事故であった。また、1975年タンソンニャットC-5墜落事故と並んでベトナム史上最悪の航空事故でもある。

## 事故機
事故機のロッキード C-130B（60-0297）は製造番号3600として製造され、1961年に初飛行した。エンジンはアリソン T56-A-7を搭載していた。

## 事件の経緯
1968年5月11日、カム・ドゥック（現在のクアンナム省フオックソン県）での戦闘において、アメリカ軍はカム・ドゥック飛行場で北ベトナム軍とベトナムのゲリラに阻まれた。翌12日の朝、ゲリラはアメリカ軍のCH-47を撃墜し、その残骸が飛行場の滑走路を塞いだ。10時までに残骸は撤去されたが、その時までにゲリラは飛行場周辺の重要な高台を確保して離着陸する航空機を迎撃できるようにしていた。それでも午後11時10分までに計145人が避難に成功したが、カム・ドゥック飛行場へさらに進入中しようとしていた3機のC-130は着陸を断念した。
午後、C-130の着陸が再開され、15時25分に一機が着陸に成功した。敵の攻撃があったにもかかわらず、同機は南側に着陸した。アメリカ側の発表によれば、避難民の中にアメリカ軍や南ベトナム軍の兵士はいなかったという。その後、同機に150人の難民と5人の乗員（他の資料によれば149人の難民と6人の乗員）が搭乗して満席になり、パイロットは北に向かって離陸する決断を下した。しかしこの時、パイロットは北ベトナム軍の主力部隊がその地域に集中していることを知らなかった。16時頃に同機はカム・ドゥック飛行場を離陸して高度を上げ始めたが、直ちに撃墜されて滑走路の端から1マイルの地点に墜落し、乗員乗客155人全員が死亡した。
2機目のC-130は同機の撃墜を見て南西方向に離陸することに決めた。こちらも攻撃を受けはしたが、致命的な損傷はなく近くのチュライに着陸することに成功した。